# BUBBLE TRIP/sweet sweet song
「BUBBLE TRIP／sweet sweet song」（バブル・トリップ／スウィート・スウィート・ソング）は、土屋アンナの6枚目のシングル。2007年8月1日発売。

## 収録曲

### CD
1. BUBBLE TRIP 
  - 作詞：ANNA ／作曲・編曲：Negin, Brian Kierulf, Joshua Schwartz
  - P&G「ハーバルエッセンス」CMソング
2. sweet sweet song 
  - 作詞：ANNA／作曲・編曲：宮崎歩
  - 第一興商「Premier DAM」CMソング
3. BUBBLE TRIP (STUDIO APARTMENT Remix) 
  - 作詞：ANNA ／作曲・編曲：Negin, Brian Kierulf, Joshua Schwartz